# Roger Glachant
Roger Glachant est un archiviste et historien français, né le 11 mai 1905 et mort le 9 septembre 1996 à Maisons-Laffitte. 

## Biographie
Ancien élève de l'École nationale des chartes (promotion 1929) et conservateur en chef des archives du ministère des Affaires étrangères, Roger Glachant a publié plusieurs ouvrages sur le premier empire colonial français, dont en 1965 une Histoire de l'Inde des Français .

## Publications
- Histoire de l'Inde des Français, préface de Thierry Maulnier, Plon, 1965[2]
- Suffren et le temps de Vergennes, France-Empire, 1976

## Distinctions
- Grand Prix Gobert de l'Académie française (1966) pour Histoire de l'Inde des Français[3]
- Prix Broquette-Gonin de l'Académie française (1977) pour Suffren et le temps de Vergennes
- Prix des écrivains combattants - Fondation Marcel-Pollitzer (1977) pour Suffren et le temps de Vergennes[4]